# Orthorisma unicolor
Orthorisma unicolor är en fjärilsart som beskrevs av W. Warren 1899. Orthorisma unicolor ingår i släktet Orthorisma och familjen mätare. Inga underarter finns listade i Catalogue of Life.